# Samsat Höyük
De ruïneheuvel Samsat Höyük was een archeologische vindplaats op de oever van de Eufraat die samen met het nabijgelegen Lidar Höyük ten gevolge van de bouw van de Atatürkdam onder water verdwenen is. De plek was tot 1977 onbekend en is daarna slechts vluchtig onderzocht. De lagen van het Vroege IJzer zijn daarbij nooit bereikt. Er zijn daardoor maar weinig vondsten gedaan; voornamelijk waren dat toevallige vondsten in de onmiddellijke omgeving.

## Armānum
Deze heuvel is de enige tell op de oevers van de bovenloop van de Eufraat die in aanmerking komt om de versterkte "hoge heuvel" te zijn die Naram-Sin in zijn inscriptie uit de 23e eeuw v.Chr. zegt belegerd en veroverd te hebben en de vrij oppervlakkige opgravingen die er geweest zijn voor de plaats onder de wateren verdween hebben laten zien dat er waarschijnlijk al van de Halaf-tijd bewoning geweest is. Narām-Sîn noemt de stad Armānum en zegt erover:

Terwijl in alle tijd sinds de schepping van de mensheid geen enkele koning ooit Armānum en Ebla veroverd had, heeft de god Nergal met zijn wapenen de weg voor Narām-Sîn, de machtige, geopened en gaf hem Armānum en Ebla in handen. Bovendien gaf hij hem de Amanus, de Cederberg en de Bovenzee.

Hij voegt eraan toe:

De god Dagan gaf me Armānum en Ebla en ik nam Rid-Adda de koning van Armānum gevangen.

Deze verovering is de enige die in detail door de Akkadische koning beschreven wordt en moet dus als uitzonderlijke prestatie gezien zijn. De stad Armānum kan verder ook gelijkgesteld worden met Armi(um) zoals deze uit de archieven van Ebla bekend is. 

## Kummuh

Ligging van Kummuh (bij benadering)

Kummuh was in de 12e eeuw v.Chr. een neo-Hettitisch vorstendom dat te identificeren is met het latere klassieke rijk Commagene en 
De naam Kummuh komt uit Assyrische bron en verwijst zowel naar een stad (geschreven met URU) als naar een land (geschreven met KUR) met dezelfde naam. Uit Babylonische bron is Kimuhi op de oever van de Eufraat bekend. In Urartu stond het bekend als Qumaha, en er is een Luwische inscriptie die Kumaha vermeldt.
Het nam ongeveer het gebied van de huidige Turkse provincie Adıyaman in beslag. In het noorden grensde het vorstendom aan Melid en in het westen is rond 800 v.Chr. de grens met Gurgum in Pazarcık bekend van een grenspaal van Adad-nirari III.

### Geschiedenis
Oorspronkelijk maakte het waarschijnlijk deel uit van Karkemis onder Kuzi-Tesub, hoewel uit de Late Bronstijd niets over Kummuh bekend is. De vroegste verwijzing naar Kummuh is van ong. 870 v.Chr. wanneer Assurnasirpal II een koning van Kummuh genaamd Qatazilu (Hattusili) vermeldt die hem schatting betaalde. Een eerdere vermelding van Tukulti-Ninurta I wordt als onzeker beschouwd. Er zijn een zestal koningen van Kummuh bekend:
1. Hattušili I (Qatazilu) (ca. 866-857)
2. Kundašpu (ca. 856-?)
3. Suppiluliuma (Ušpilulume) (805-773)
4. Hattušili II (zoon van Suppiluliuma) (midden 8e eeuw)
5. Kuštašpi (ca. 750)
6. Muwatalli (?-708)

In 708 werd Kummuh voorgoed geannexeerd door Assyrië, nadat Muwatalli beschuldigd was samen te spannen met Argishti II van Urartu.
Bit Agusi · Bit-Bahiani · Gurgum · Halab · Hamath · Hatarikka · Hilakku · Kammanu · Karkemis · Kummuh · Pattina · Que · Sam'al · Tabal · Til-Barsip